# 布朗日苏普瓦
布朗日苏普瓦（法語：Blangy-sous-Poix，法語發音：[blɑ̃ʒi su pwa]，意为“普瓦下方的布朗日”）是法国上法蘭西大區索姆省的一个市镇，属于亚眠区。

## 地理
布朗日苏普瓦（49°46'0"N, 2°0'8"E）面积8.01 平方千米，位于法国上法蘭西大區索姆省，该省份为法国北部沿海省份，北起加来海峡省和北部省，西接滨海塞纳省和大西洋英吉利海峡，南至瓦兹省，东临埃纳省。
与布朗日苏普瓦接壤的市镇（或旧市镇、城区）包括：贝尔日库尔、克鲁瓦罗、法姆雄、吉藏库尔、穆瓦延库尔莱普瓦、皮卡第地区普瓦。

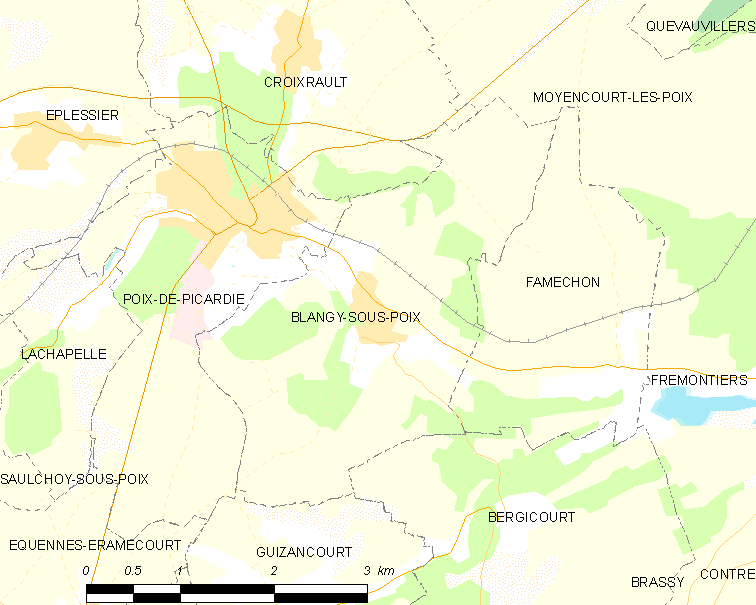
布朗日苏普瓦的OSM定位图

布朗日苏普瓦的时区为UTC+01:00、UTC+02:00（夏令时）。

## 行政
布朗日苏普瓦的邮政编码为80290，INSEE市镇编码为80106。

## 政治
布朗日苏普瓦所属的省级选区为皮卡第地区普瓦县。

## 人口

1962-2008年间布朗日苏普瓦人口变化图示

布朗日苏普瓦于2022年1月1日时的人口数量为165人。